# Либерталь, Кеннет
Кеннет Гай Либерталь (англ. Kenneth Guy Lieberthal, р. 9 сентября 1943, Эшвилл (Северная Каролина)) — американский учёный, специалист по Китаю, сотрудник Брукингского института. Автор 24 книг и более 70 статей, большей частью по китаеведению.
Окончил Дартмутский колледж (1965, бакалавр искусств с отличием). В 1968 году получил степень магистра искусств и сертификат Восточно-Азиатского института в Колумбийском университете. В нём же в 1972 году получил степень доктора философии по политическим наукам (сравнительная политология).
В 1983—2009 гг. профессор Мичиганского университета.
В 1998—2000 гг. старший директор азиатского отдела в Совете национальной безопасности.
Интересно его высказывание 2007 года о том, что, хотя «китайцы сами так не скажут, но, по моему мнению, в глубине души все они считают, что 21-й век будет веком Китая».
Один из его сыновей в 2007 году женился на актрисе Джулианне Маргулис. 17 января 2008 родился внук Киран Линдси Либерталь.